# Liga lekkoatletyczna sezon 2006
Liga lekkoatletyczna sezon 2006 – rozgrywki ligowe organizowane przez Polski Związek Lekkiej Atletyki, podzielone na klasy rozgrywkowe: I i II ligę.
Zawody rozgrywane były w dwóch rzutach, wiosennych mityngach oraz jesiennych zawodach finałowych. Wyniki uzyskane przez zawodników przeliczane były na punkty, które decydowały o miejscu zajmowanym przez dany klub.
Finał 1 Ligi (II rzut) odbył się 2 września 2006r. we Wrocławiu.

## 1 Liga – tabela końcowa
| Miejsce | Nazwa klubu                 | I rzut | II rzut | Liczba punktów | Uwagi  |
| ------- | --------------------------- | ------ | ------- | -------------- | ------ |
| 1       | AZS-AWF Warszawa (m)        | 3746   | 3480    | 7226           | złoto  |
| 2       | AZS AWF Wrocław             | 3414   | 3230    | 6644           | srebro |
| 3       | AZS-AWF Kraków              | 3187   | 3074    | 6261           | brąz   |
| 4       | KS AZS AWF Biała Podlaska   | 3265   | 2977    | 6242           |        |
| 5       | KS Podlasie Białystok       | 3141   | 2929    | 6070           |        |
| 6       | MKL Szczecin                | 2944   | 2755    | 5699           |        |
| 7       | SL WKS Zawisza Bydgoszcz    | 2851   | 2832    | 5683           |        |
| 8       | AZS-AWF Katowice            | 2700   | 2713    | 5413           |        |
| 9       | AZS-AWF Gorzów (b)          | 2684   | 2712    | 5396           |        |
| 10      | KS Agros Zamość             | 2733   | 2652    | 5385           |        |
| 11      | Elite Cafe WKS Wawel Kraków | 2602   | 2706    | 5308           |        |
| 12      | AZS UMCS Lublin (b)         | 2537   | 2529    | 5066           |        |
| 13      | LKS Lubusz Słubice (b)      | 2639   | 2412    | 5051           |        |
| 14      | MKS MOS Płomień Sosnowiec   | 2454   | 2426    | 4880           |        |
| 15      | CKS Budowlani Częstochowa   | 2417   | 2072    | 4489           |        |
| 16      | ZLKL Zielona Góra (b)       | 1619   | 1914    | 3533           |        |

| Opis tabeli ekstraklasy:               |
| -------------------------------------- |
| (m) – Mistrz z poprzedniego sezonu     |
| (b) – beniaminek                       |
| DNS – drużyna nieskwalifikowana        |
| mistrzostwo                            |
| spadek lub wycofanie klubu z rozgrywek |